# Olympische Sommerspiele 1924/Schwimmen – 100 m Rücken (Männer)
Der Schwimmwettkampf über 100 Meter Rücken der Männer bei den Olympischen Spielen 1924 in Paris wurde vom 16. bis 18. Juli ausgetragen.

## Rekorde
Vor Beginn der Olympischen Spiele waren folgende Rekorde gültig.
| Weltrekord         | 1:12,4 min | Warren Kealoha | Honolulu, Vereinigte Staaten | 13. April 1924  |
| Olympischer Rekord | 1:14,8 min | Warren Kealoha | Antwerpen, Belgien           | 22. August 1920 |

Folgende neue Rekorde wurden aufgestellt:
| Olympischer Rekord | 1:13,4 min | Warren Kealoha | Vorlauf 1 |
| Olympischer Rekord | 1:13,2 min | Warren Kealoha | Finale    |

## Ergebnisse

### Vorläufe
16. Juli 1924
Die zwei ersten Athleten eines jeden Laufs sowie die der zeitschnellste Drittplatzierte aller Läufe qualifizierten sich für das Halbfinale.

#### Lauf 1
| Rang | Athlet            | Nation             | Zeit       | Anm.  |
| ---- | ----------------- | ------------------ | ---------- | ----- |
| 1    | Warren Kealoha    | Vereinigte Staaten | 1:13,4 min | Q, OR |
| 2    | Gérard Blitz      | Belgien            | 1:19,0 min | Q     |
| 3    | James Worthington | Großbritannien     | 1:23,2 min | q     |
| 4    | Maurice Ducos     | Frankreich         | 1:25,0 min |       |

#### Lauf 2
| Rang | Athlet              | Nation             | Zeit       | Anm. |
| ---- | ------------------- | ------------------ | ---------- | ---- |
| 1    | Károly Bartha       | Ungarn             | 1:18,0 min | Q    |
| 2    | John McDowall       | Großbritannien     | 1:21,8 min | Q    |
| 3    | Aart van Wilgenburg | Niederlande        | 1:24,6 min |      |
| 4    | Tsunenobu Ishida    | Japan              | 1:26,0 min |      |
| 5    | Georges Paulus      | Frankreich         | 1:28,0 min |      |
|      | Henry Luning        | Vereinigte Staaten | DSQ        |      |

#### Lauf 3
| Rang | Athlet            | Nation             | Zeit       | Anm. |
| ---- | ----------------- | ------------------ | ---------- | ---- |
| 1    | Paul Wyatt        | Vereinigte Staaten | 1:19,4 min | Q    |
| 2    | Emil Zeibig       | Frankreich         | 1:22,4 min | Q    |
| 3    | Jean-Pierre Moris | Luxemburg          | 1:41,2 min |      |
| —    | Ante Roje         | Jugoslawien        | DNF        |      |

#### Lauf 4
| Rang | Athlet           | Nation         | Zeit       | Anm. |
| ---- | ---------------- | -------------- | ---------- | ---- |
| 1    | Austin Rawlinson | Großbritannien | 1:18,8 min | Q    |
| 2    | Takahiro Saitō   | Japan          | 1:20,2 min | Q    |
| 3    | Pieter van Senus | Niederlande    | 1:24,8 min |      |

#### Lauf 5
| Rang | Athlet        | Nation           | Zeit       | Anm. |
| ---- | ------------- | ---------------- | ---------- | ---- |
| 1    | Sven Thaulow  | Norwegen         | 1:24,0 min | Q    |
| 2    | Erik Skoglund | Schweden         | 1:27,4 min | Q    |
| 3    | Viktor Légat  | Tschechoslowakei | 1:27,8 min |      |
| 4    | Eugène Kuborn | Luxemburg        | 1:29,0 min |      |

### Halbfinale
17. Juli 1924
Die ersten zwei Athleten eines jeden Laufs und der schnellste Dritte qualifizierten sich für das Finale.

#### Halbfinale 1
| Rang | Athlet         | Nation             | Zeit       | Anm. |
| ---- | -------------- | ------------------ | ---------- | ---- |
| 1    | Warren Kealoha | Vereinigte Staaten | 1:13,6 min | Q    |
| 2    | Paul Wyatt     | Vereinigte Staaten | 1:17,0 min | Q    |
| 3    | Károly Bartha  | Ungarn             | 1:19,0 min | q    |
| 4    | Takahiro Saitō | Japan              | 1:19,8 min |      |
| 5    | John McDowall  | Großbritannien     | 1:22,0 min |      |
| 6    | Erik Skoglund  | Schweden           | 1:26,6 min |      |

#### Halbfinale 2
| Rang | Athlet            | Nation         | Zeit       | Anm. |
| ---- | ----------------- | -------------- | ---------- | ---- |
| 1    | Gérard Blitz      | Belgien        | 1:19,0 min | Q    |
| 2    | Austin Rawlinson  | Großbritannien | 1:19,2 min | Q    |
| 3    | Emil Zeibig       | Frankreich     | 1:23,4 min |      |
| 4    | James Worthington | Großbritannien | 1:24,2 min |      |
| 5    | Sven Thaulow      | Norwegen       | 1:24,2 min |      |

### Finale
18. Juli 1924
| Rang | Athlet           | Nation             | Zeit       | Anm. |
| ---- | ---------------- | ------------------ | ---------- | ---- |
| 1    | Warren Kealoha   | Vereinigte Staaten | 1:13,2 min | OR   |
| 2    | Paul Wyatt       | Vereinigte Staaten | 1:15,4 min |      |
| 3    | Károly Bartha    | Ungarn             | 1:17,8 min |      |
| 4    | Gérard Blitz     | Belgien            | 1:19,6 min |      |
| 5    | Austin Rawlinson | Großbritannien     | 1:20,0 min |      |